# يامودو توريه
يامودو توريه (مواليد 5 أغسطس 1998) هو لاعب كرة قدم غيني.

## روابط خارجية
- يامودو توريه